# Breda Šček
Friderika Šček (detta Breda; Trieste, 20 agosto 1893 – Lubiana, 11 marzo 1968) è stata una compositrice slovena, una delle poche donne compositrici del Litorale ai suoi tempi.

## Biografia
Friderika Šček era la penultima dei dodici figli di un macchinista ferroviario originario della valle del Vipacco, il quale si era trasferito con la moglie a Roiano. Mostrò il suo talento musicale sin dalla tenera età, tant'è che a 11 anni compose il suo primo brano, un valzer per pianoforte. Studiò con Roberto Catolla, poi nel 1908 si trasferì con la famiglia a Gorizia, dove si diplomò e iniziò a insegnare e dirigere svariati cori, tutte attività che le garantirono una certa indipendenza economica.
Su consiglio di Fran Saleški Finžgar assunse lo pseudonimo di Breda. A Trieste studiò pianoforte per sette anni e si perfezionò nel canto alla scuola del soprano Ernestina Bendazzi Garulli. Fu una degli intellettuali che frequentò abitualmente la casa di Ivan Grbec. Nonostante le restrizioni del governo fascista, fino al 1926 Šček fece parte del coro dell'Unione delle associazioni jugoslave d'Italia, promossa da Grbec, Josip Ribičič, Srečko Kumar e altri intellettuali della zona di Capodistria.
Nel 1930 Šček venne trasferita d'ufficio a Vaccarizzo Albanese, in Calabria, a insegnare canto, su pressione del governo fascista. Tuttavia si rifiutò e venne licenziata, andando a vivere per 4 anni ad Avber, dove era ospitata dal fratello Virgil Šček. Dal 1934 al 1948 insegnò canto in diversi cori della Jugoslavia, come a Loče pri Poljčanah, nella valle del Dravinja, e a Lubiana. Durante la seconda guerra mondiale si attivò nella rete antifascista cristiano-socialista.
La maggior parte delle sue composizioni è in lingua slovena ed è dedicata alla voce, sia su base solistica che corale. Su testi in lingua italiana compose solo alcuni brani giovanili, tra cui due lied su poesie di Giovanni Pascoli.

## Opere
Segue una selezione di opere di Breda Šček.

### Orchestra
- Mala Suite
- Piccola Suite

### Pianoforte
- Preludiji
- Zvonovi v praznik, 8 brani

### Voce
- Cez pohorje sinje, 8 canzoni (voce e pianoforte)
- Dekle na vrtu zelenem (voce e pianoforte)
- Hasanaginica, Cantata (voce solista, coro e pianoforte)
- Jugoslavija, 8 brani (voci bianche)
- Juhej, jaz pa v gorco grem (voce e pianoforte)
- Kadar jaz, dekle, umria bom, 33 canzoni popolari (coro)
- Mass
- Med rozami, 4 canzoni da solista
- Oj vrba, 5 canzoni (voce e pianoforte)
- Pojmo spat, 11 brani (voci bianche)
- Raste mi raste, 7 canzoni (voce e pianoforte)
- Soci, Cantata (coro maschile e orchestra)
- Starka zima
- Sveti Andrej, 23 brani (coro maschile)
- V Nazaretu roza raste, 12 brani (coro maschile)